# Hans-Henning von Alten
Hans-Henning von Alten (* 9. August 1890; † 3. Mai 1947) war ein Generalmajor der deutschen Wehrmacht im Zweiten Weltkrieg.

## Leben
Von Alten stammte aus dem niedersächsischen Adelsgeschlecht von Alten. Seine Eltern waren Hermann Adalbert von Alten (* 7. Oktober 1855) und dessen Ehefrau Hedwig Melanie Ida Bartsch von Sigsfeld (* 26. Juli 1870).
Er absolvierte nach dem Schulbesuch eine Offiziersausbildung und nahm am Ersten Weltkrieg teil. Nach Kriegsende wurde er in die am 19. Januar 1919 neu gegründete Reichswehr übernommen und wurde am 1. April 1934 zum Oberstleutnant befördert. Als solcher war er vom 1. Oktober 1934 bis zum 15. Oktober 1935 Kommandeur des 2. Bataillons des Infanterie-Regiment Potsdam und wurde danach zum Hauptquartier der Heeresgruppe 2 in Frankfurt am Main abkommandiert. Nachdem er am 1. März 1936 zum Oberst befördert worden war, war er zwischen dem 6. Oktober und dem 23. Juni 1937 zunächst Kommandeur der Gardetruppen sowie anschließend vom 23. Juni 1937 bis zum 1. Juni 1939 Kommandeur des Wachregiment Berlin. Er fungierte daraufhin zwischen dem 1. Juni 1939 und dem 1. August 1940 als Stadtkommandant von Koblenz sowie vom 13. August 1940 bis zum 25. Januar 1941 als Feldkommandant 610, ehe er zwischen dem 25. Januar 1941 und dem 13. Januar 1942 Stadtkommandant von Mülhausen im Elsass.
Danach war von Alten vom 13. Januar bis zum 6. November 1942 Feldkommandant 607 und wurde als solcher am 1. Februar 1942 auch zum Generalmajor befördert. Nach einer darauf folgenden Reservestellung war er vom 15. August 1943 bis zur bedingungslosen Kapitulation der Wehrmacht am 8. Mai 1945 Feldkommandant 1006. Im Anschluss geriet er in Kriegsgefangenschaft, in der er am 3. Mai 1947 verstarb.

## Veröffentlichung
- Geschichte des Garde-Schützen-Bataillons 1914-1919. Nach amtlichen Kriegstagebüchern bearbeitet, Mitautoren Heinrich Freiherr von Hadeln, Achim von Arnim, Arnold von Winckler, Verlag Gerhard Stalling, Oldenburg in Oldenburg 1928 (Digitalisat).